# 共同通信杯
共同通信杯（きょうどうつうしんはい）は、日本中央競馬会（JRA）が東京競馬場で施行する中央競馬の重賞競走（GIII）である。1969年より「（トキノミノル記念）」の副称がつけられており、競馬番組表での名称は「共同通信杯（トキノミノル記念）」と表記される。
寄贈賞を提供する共同通信社は、東京都港区に本社を置く通信社。
副称の「トキノミノル」は、1951年の皐月賞・東京優駿（日本ダービー）優勝馬。生涯戦績10戦10勝（うちレコード7回）を記録し無敗のままクラシック二冠を制したものの、日本ダービー優勝からわずか17日後に破傷風で死亡し「幻の馬」と呼ばれた。本競走が施行される東京競馬場のパドック脇にはトキノミノルのブロンズ像が設置されており、ファンの間では待ち合わせ場所の一つとして定着している。
正賞は共同通信社賞。

## 概要

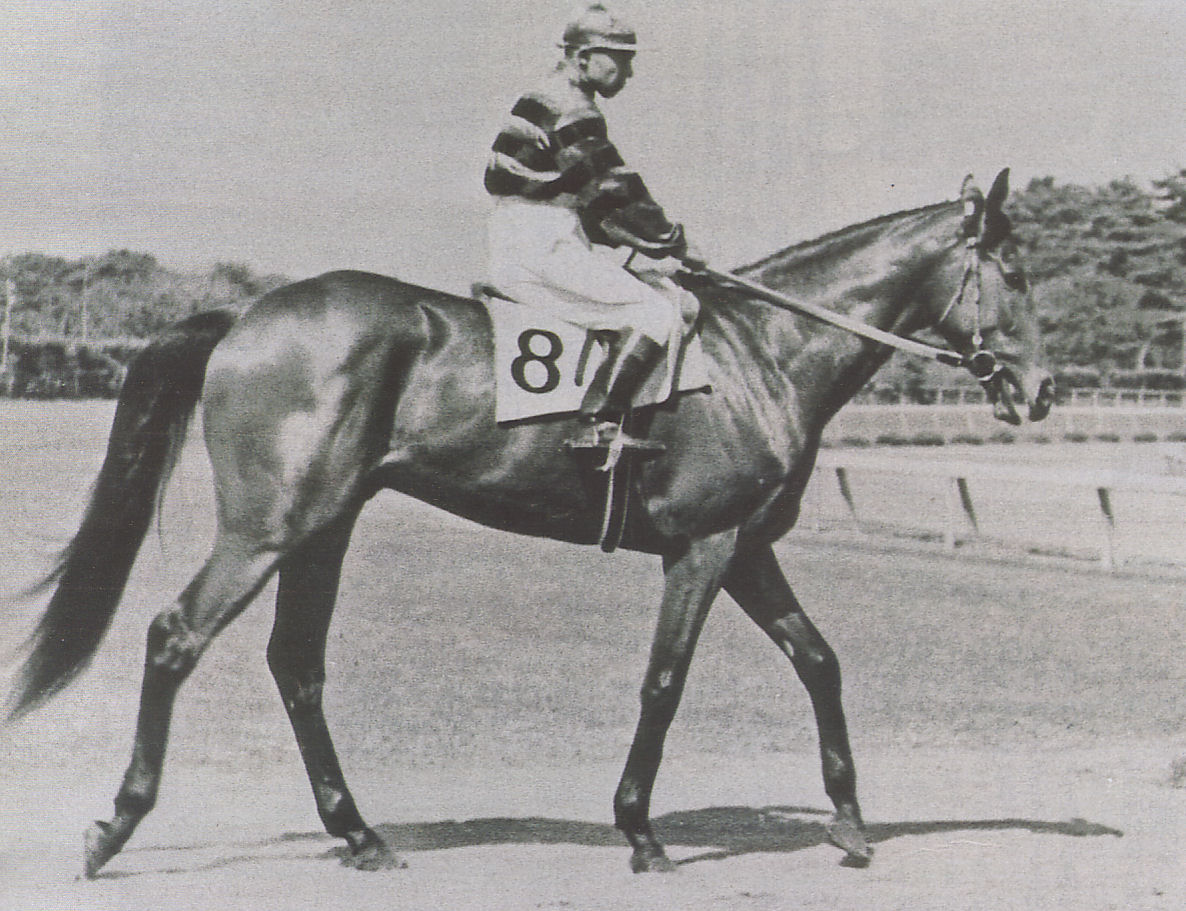
トキノミノル(1948-1951)

1967年に創設された4歳（現3歳）馬限定の重賞「東京4歳ステークス（とうきょうよんさいステークス）」が、本競走の前身。競走名は1983年より「共同通信杯4歳ステークス（きょうどうつうしんはいよんさいステークス）」に改称された後、2001年より現名称となった。
皐月賞のトライアル競走ではないが、2012年のゴールドシップ以降、イスラボニータ、ディーマジェスティ、エフフォーリア、ジャスティンミラノの計5頭が本競走の勝利を経て皐月賞も制している。また、ドゥラメンテとジオグリフは本競走2着から皐月賞を制しており、皐月賞への最大の出世レースとして春のクラシックレースへ向けた重要な前哨戦に位置づけられている。
創設時の施行距離は芝1400mだったが、1968年より芝1600mに、1971年には芝1800mに延長された。以降も施行場や施行時期は幾度か変更されたが、東京競馬場の芝1800mで定着している。
外国産馬は1993年から、地方競馬所属馬は1996年からそれぞれ出走可能になり、2009年からは外国馬も出走可能な国際競走となった。

### 競走条件
以下の内容は、2025年現在のもの。
出走資格：サラ系3歳
- JRA所属馬
- 地方競馬所属馬（認定馬のみ、2頭まで）
- 外国調教馬（優先出走）
- 負担重量：馬齢重量（牡馬・せん馬57kg、牝馬55kg）

### 賞金
2025年度の1着賞金は4100万円で、以下2着1600万円、3着1000万円、4着620万円、5着410万円。

## 歴史
- 1967年 - 4歳馬限定の重賞競走として「東京4歳ステークス」の名称で創設、東京競馬場の芝1400mで施行[3]。
- 1969年 - この年以降、「（トキノミノル記念）」の副称をつけて施行[3]。
- 1972年 - ストライキ及び流行性の馬インフルエンザの影響で5月に福島競馬場の芝1800mで順延開催。
- 1983年 - 名称を「共同通信杯4歳ステークス」に変更[3]。
- 1984年 - グレード制施行によりGIII[注 1]に格付け。
- 1993年 - 混合競走に指定され、外国産馬が出走可能となる[6]。
- 1996年 - 特別指定交流競走に指定され、地方競馬所属馬が2頭まで出走可能となる[6]。
- 1998年 - 積雪の影響でダート1600mに変更したためグレード格付けが取り消され、格付けなしの重賞として施行[6]。
- 2001年
  - 馬齢表示の国際基準への変更に伴い、競走条件を「3歳」に変更。
  - 名称を「共同通信杯」に変更[3]。
- 2007年 - 日本のパートI国昇格に伴い、格付表記をJpnIIIに変更[8]。
- 2008年 - 日曜の積雪による開催中止の影響で月曜（2月11日）に実施[9]。
- 2009年
  - 国際競走に変更され、外国調教馬が8頭まで出走可能になる[10]。
  - 格付表記をGIII（国際格付）に変更[10]。
- 2014年 - 日曜の積雪による開催中止の影響で翌週の月曜（2月24日）に実施[11]。
- 2021年 - 新型コロナウイルス感染拡大防止のため「無観客競馬」として実施[12]。
- 2024年 - 負担重量を馬齢重量に変更[13]。

### 歴代優勝馬
コース種別を表記していない距離は、芝コースを表す。
優勝馬の馬齢は、2000年以前も現行表記に揃えている。
競走名は第16回まで「東京4歳ステークス」、第17回から第34回までは「共同通信杯4歳ステークス」。
| 回数   | 施行日        | 競馬場 | 距離        | 優勝馬             | 性齢 | タイム | 優勝騎手   | 管理調教師 | 馬主                                 |
| ------ | ------------- | ------ | ----------- | ------------------ | ---- | ------ | ---------- | ---------- | ------------------------------------ |
| 第1回  | 1967年2月5日  | 東京   | 1400m       | ホウゲツオー       | 牡3  | 1:25.5 | 加賀武見   | 山岡寿恵次 | 嶋津芳三                             |
| 第2回  | 1968年2月18日 | 中山   | ダート1700m | タケシバオー       | 牡3  | 1:44.3 | 中野渡清一 | 三井末太郎 | 小畑正雄                             |
| 第3回  | 1969年2月9日  | 東京   | 1600m       | ミノル             | 牡3  | 1:38.1 | 保田隆芳   | 尾形藤吉   | 永田卓也                             |
| 第4回  | 1970年2月1日  | 東京   | ダート1600m | タマアラシ         | 牡3  | 1:38.5 | 吉永正人   | 松山吉三郎 | 永田玉枝                             |
| 第5回  | 1971年2月7日  | 東京   | 1800m       | ヤシマライデン     | 牡3  | 1:50.5 | 伊藤正徳   | 尾形藤吉   | 小林庄平                             |
| 第6回  | 1972年5月7日  | 福島   | 1800m       | スズボクサー       | 牡3  | 1:50.9 | 徳吉一己   | 森末之助   | 小紫芳夫                             |
| 第7回  | 1973年2月11日 | 東京   | 1800m       | スピードリッチ     | 牡3  | 1:49.6 | 岡部幸雄   | 松永光雄   | 伊藤豊                               |
| 第8回  | 1974年2月10日 | 東京   | 1800m       | カーネルシンボリ   | 牡3  | 1:50.9 | 野平祐二   | 野平省三   | 和田共弘                             |
| 第9回  | 1975年2月9日  | 東京   | 1800m       | カブラヤオー       | 牡3  | 1:52.0 | 菅野澄男   | 茂木為二郎 | 加藤よし子                           |
| 第10回 | 1976年2月15日 | 東京   | 1800m       | テンポイント       | 牡3  | 1:49.6 | 鹿戸明     | 小川佐助   | 高田久成                             |
| 第11回 | 1977年2月13日 | 東京   | 1800m       | ヒシスピード       | 牡3  | 1:50.1 | 小島太     | 高木嘉夫   | 阿部雅信                             |
| 第12回 | 1978年2月12日 | 東京   | 1800m       | サクラショウリ     | 牡3  | 1:50.4 | 小島太     | 久保田彦之 | （株）さくらコマース                 |
| 第13回 | 1979年2月11日 | 中山   | 1800m       | リキアイオー       | 牡3  | 1:50.9 | 星野信幸   | 伊藤竹男   | 高山幸雄                             |
| 第14回 | 1980年2月10日 | 東京   | 1800m       | リンドタイヨー     | 牡3  | 1:49.2 | 横山富雄   | 見上恒芳   | （株）デルマークラブ                 |
| 第15回 | 1981年2月8日  | 東京   | 1800m       | トドロキヒホウ     | 牡3  | 1:49.2 | 郷原洋行   | 元石孝昭   | 町田圭三                             |
| 第16回 | 1982年2月14日 | 東京   | 1800m       | サルノキング       | 牡3  | 1:49.3 | 田原成貴   | 中村好夫   | 猿丸進晤                             |
| 第17回 | 1983年2月13日 | 東京   | 1800m       | ミスターシービー   | 牡3  | 1:49.5 | 吉永正人   | 松山康久   | 千明牧場                             |
| 第18回 | 1984年2月12日 | 東京   | 1800m       | ビゼンニシキ       | 牡3  | 1:51.6 | 岡部幸雄   | 成宮明光   | 藤田正蔵                             |
| 第19回 | 1985年2月10日 | 東京   | 1800m       | サクラユタカオー   | 牡3  | 1:52.7 | 小島太     | 境勝太郎   | （株）さくらコマース                 |
| 第20回 | 1986年2月9日  | 東京   | 1800m       | ダイナガリバー     | 牡3  | 1:48.7 | 増沢末夫   | 松山吉三郎 | （有）社台レースホース               |
| 第21回 | 1987年2月15日 | 東京   | 1800m       | マイネルダビテ     | 牡3  | 1:49.9 | 田原成貴   | 栗田博憲   | 岡田牧雄                             |
| 第22回 | 1988年2月14日 | 東京   | 1800m       | ミュゲロワイヤル   | 牡3  | 1:47.9 | 蛯沢誠治   | 加藤修甫   | （有）社台レースホース               |
| 第23回 | 1989年2月12日 | 東京   | 1800m       | マイネルブレーブ   | 牡3  | 1:50.5 | 柴田政人   | 中村広     | （株）サラブレッドクラブ・ラフィアン |
| 第24回 | 1990年2月11日 | 東京   | 1800m       | アイネスフウジン   | 牡3  | 1:49.5 | 中野栄治   | 加藤修甫   | 小林正明                             |
| 第25回 | 1991年2月10日 | 東京   | 1800m       | イイデセゾン       | 牡3  | 1:48.1 | 田島良保   | 大久保正陽 | （株）アールエスエーカントリ         |
| 第26回 | 1992年2月16日 | 東京   | 1800m       | エアジョーダン     | 牡3  | 1:49.1 | 柴田政人   | 尾形充弘   | 吉原貞敏                             |
| 第27回 | 1993年2月14日 | 東京   | 1800m       | マイネルリマーク   | 牡3  | 1:48.7 | 大塚栄三郎 | 高橋裕     | （株）サラブレッドクラブ・ラフィアン |
| 第28回 | 1994年2月14日 | 東京   | 1800m       | ナリタブライアン   | 牡3  | 1:47.5 | 南井克巳   | 大久保正陽 | 山路秀則                             |
| 第29回 | 1995年2月13日 | 東京   | 1800m       | ナリタキングオー   | 牡3  | 1:48.8 | 南井克巳   | 中尾謙太郎 | 山路秀則                             |
| 第30回 | 1996年2月11日 | 東京   | 1800m       | サクラスピードオー | 牡3  | 1:48.2 | 小島太     | 境勝太郎   | （株）さくらコマース                 |
| 第31回 | 1997年2月9日  | 東京   | 1800m       | メジロブライト     | 牡3  | 1:47.5 | 松永幹夫   | 浅見国一   | （有）メジロ牧場                     |
| 第32回 | 1998年2月15日 | 東京   | ダート1600m | エルコンドルパサー | 牡3  | 1:36.9 | 的場均     | 二ノ宮敬宇 | 渡邊隆                               |
| 第33回 | 1999年2月14日 | 東京   | 1800m       | ヤマニンアクロ     | 牡3  | 1:50.2 | 勝浦正樹   | 萩原清     | 土井肇                               |
| 第34回 | 2000年2月6日  | 東京   | 1800m       | イーグルカフェ     | 牡3  | 1:49.7 | 岡部幸雄   | 小島太     | 西川清                               |
| 第35回 | 2001年2月4日  | 東京   | 1800m       | ジャングルポケット | 牡3  | 1:47.9 | 角田晃一   | 渡辺栄     | 齊藤四方司                           |
| 第36回 | 2002年2月3日  | 東京   | 1800m       | チアズシュタルク   | 牡3  | 1:50.4 | 藤田伸二   | 山内研二   | 北村キヨ子                           |
| 第37回 | 2003年2月9日  | 中山   | 1800m       | ラントゥザフリーズ | 牡3  | 1:48.3 | 内田博幸   | 山内研二   | 深見富朗                             |
| 第38回 | 2004年2月8日  | 東京   | 1800m       | マイネルデュプレ   | 牡3  | 1:47.4 | 北村宏司   | 畠山吉宏   | （株）サラブレッドクラブ・ラフィアン |
| 第39回 | 2005年2月6日  | 東京   | 1800m       | ストーミーカフェ   | 牡3  | 1:47.8 | 四位洋文   | 小島太     | 西川恭子                             |
| 第40回 | 2006年2月5日  | 東京   | 1800m       | アドマイヤムーン   | 牡3  | 1:48.4 | 武豊       | 松田博資   | 近藤利一                             |
| 第41回 | 2007年2月4日  | 東京   | 1800m       | フサイチホウオー   | 牡3  | 1:47.7 | 安藤勝己   | 松田国英   | 関口房朗                             |
| 第42回 | 2008年2月11日 | 東京   | 1800m       | ショウナンアルバ   | 牡3  | 1:47.6 | 蛯名正義   | 二ノ宮敬宇 | 国本哲秀                             |
| 第43回 | 2009年2月8日  | 東京   | 1800m       | ブレイクランアウト | 牡3  | 1:47.3 | 武豊       | 戸田博文   | （有）キャロットファーム             |
| 第44回 | 2010年2月7日  | 東京   | 1800m       | ハンソデバンド     | 牡3  | 1:48.2 | 蛯名正義   | 尾形充弘   | 渡邊隆                               |
| 第45回 | 2011年2月13日 | 東京   | 1800m       | ナカヤマナイト     | 牡3  | 1:48.5 | 柴田善臣   | 二ノ宮敬宇 | 和泉信一                             |
| 第46回 | 2012年2月12日 | 東京   | 1800m       | ゴールドシップ     | 牡3  | 1:48.3 | 内田博幸   | 須貝尚介   | 小林英一                             |
| 第47回 | 2013年2月10日 | 東京   | 1800m       | メイケイペガスター | 牡3  | 1:46.0 | 横山典弘   | 木原一良   | （株）名古屋競馬                     |
| 第48回 | 2014年2月24日 | 東京   | 1800m       | イスラボニータ     | 牡3  | 1:48.1 | 蛯名正義   | 栗田博憲   | （有）社台レースホース               |
| 第49回 | 2015年2月15日 | 東京   | 1800m       | リアルスティール   | 牡3  | 1:47.1 | 福永祐一   | 矢作芳人   | （有）サンデーレーシング             |
| 第50回 | 2016年2月14日 | 東京   | 1800m       | ディーマジェスティ | 牡3  | 1:47.4 | 蛯名正義   | 二ノ宮敬宇 | 嶋田賢                               |
| 第51回 | 2017年2月12日 | 東京   | 1800m       | スワーヴリチャード | 牡3  | 1:47.5 | 四位洋文   | 庄野靖志   | （株）NICKS                          |
| 第52回 | 2018年2月11日 | 東京   | 1800m       | オウケンムーン     | 牡3  | 1:47.4 | 北村宏司   | 国枝栄     | 福井明                               |
| 第53回 | 2019年2月10日 | 東京   | 1800m       | ダノンキングリー   | 牡3  | 1:46.8 | 戸崎圭太   | 萩原清     | （株）ダノックス                     |
| 第54回 | 2020年2月16日 | 東京   | 1800m       | ダーリントンホール | 牡3  | 1:49.6 | C.ルメール | 木村哲也   | ゴドルフィン                         |
| 第55回 | 2021年2月14日 | 東京   | 1800m       | エフフォーリア     | 牡3  | 1:47.6 | 横山武史   | 鹿戸雄一   | （有）キャロットファーム             |
| 第56回 | 2022年2月13日 | 東京   | 1800m       | ダノンベルーガ     | 牡3  | 1:47.9 | 松山弘平   | 堀宣行     | （株）ダノックス                     |
| 第57回 | 2023年2月12日 | 東京   | 1800m       | ファントムシーフ   | 牡3  | 1:47.0 | C.ルメール | 西村真幸   | （有）ターフ・スポート               |
| 第58回 | 2024年2月11日 | 東京   | 1800m       | ジャスティンミラノ | 牡3  | 1:48.0 | 戸崎圭太   | 友道康夫   | 三木正浩                             |
| 第59回 | 2025年2月16日 | 東京   | 1800m       | マスカレードボール | 牡3  | 1:46.0 | 坂井瑠星   | 手塚貴久   | （有）社台レースホース               |